# ʿUmar Tall

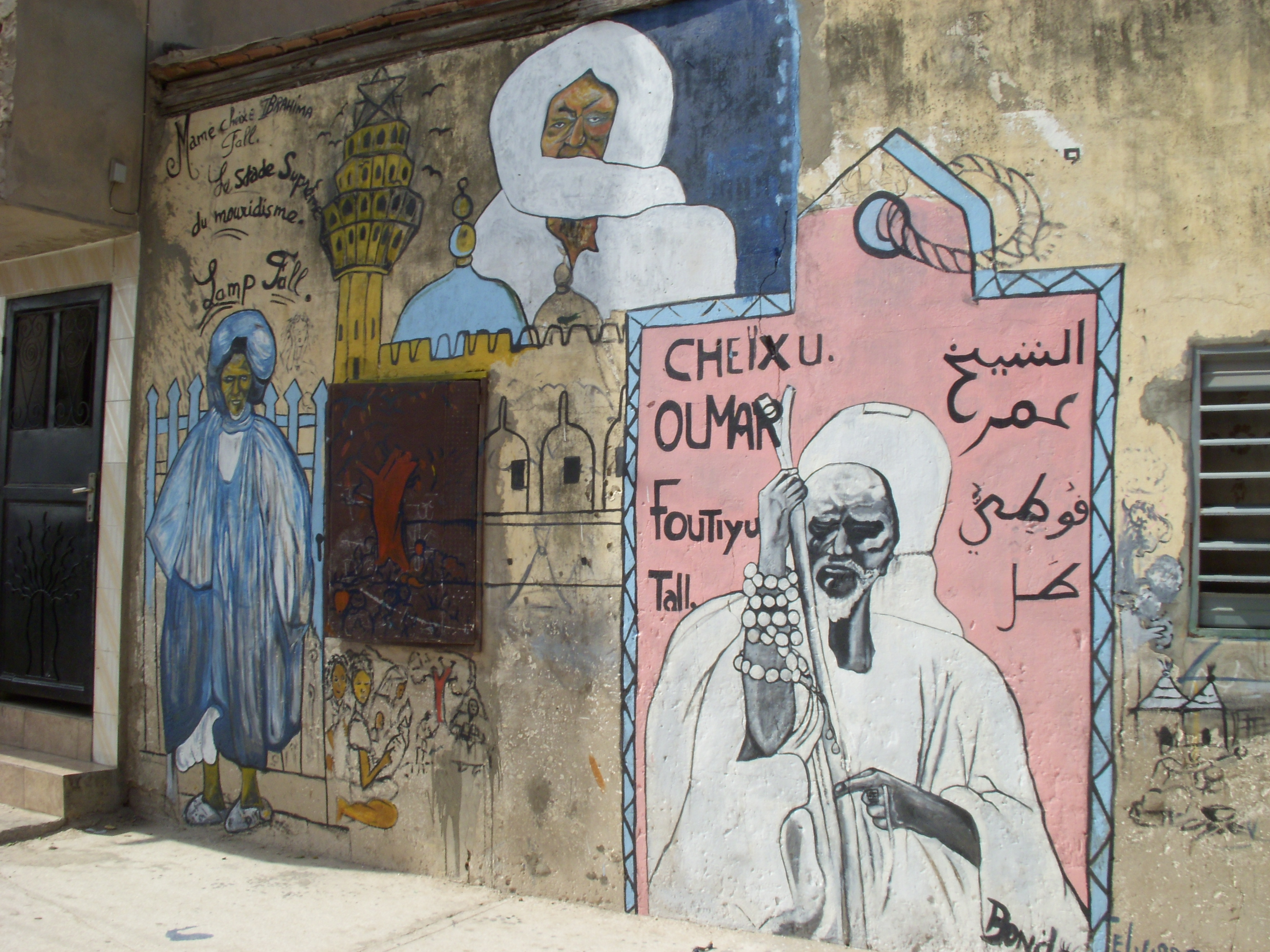
Wandbild von ʿUmar Tall in Dakar

ʿUmar ibn Saʿīd al-Fūtī (Tall) (arabisch عمر بن سعيد الفوتي), genannt auch al-Hāddsch ʿUmar, (* 1797 im Fouta Toro; † 12. Februar 1864 in den Felsen von Bandiagara) war ein Sufi des Tidschānīya-Ordens, Feldherr und ein afrikanischer Reichsgründer. Er gilt als zweitwichtigster Scheich der Tidschānīya nach dem Gründer Ahmad at-Tidschānī. Nachdem die europäische Kolonisierung bereits begonnen hatte, war ʿUmar Tall der letzte afrikanische Reichsgründer.

## Leben
ʿUmar Tall stammte aus dem Volk der Tukulor, einem Teilstamm der Fulbe im Senegal. Nach einer Pilgerreise nach Mekka 1820 begann er als Prediger zu wirken, ohne jedoch besonderen Erfolg zu haben. In dieser Zeit wurde er jedoch zum Berater mehrerer westafrikanischer Herrscher. 1845 verfasste er in Jegunko im Futa Jalon sein arabisches Werk "Speere der Gottespartei gegen die Kehlen der Teufelspartei" (Rimāḥ ḥizb ar-Raḥīm ʿalā nuḥūr ḥizb ar-raǧīm), ein Handbuch zur Durchführung religiöser Übungen. Mit diesem Werk und einer Anzahl kleinerer Traktate nahm er großen Einfluss auf das Denken vieler Intellektueller Westafrikas.

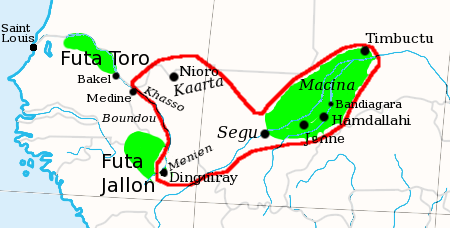
Das von ʿUmar Tall gegründete Tukulor-Reich um 1864

1850 ließ El Hadj im Quellgebiet des Niger die Festung Dinguiraye bauen. Dort brachte er auch seine Ehefrauen und zahlreichen Konkubinen unter. Ein Jahr später begann er einen Dschihad im Futa Toro, der ihn später in das Gebiet des heutigen Mali führte, wo er mehrere kleinere moslemische und heidnische Territorien eroberte und ein Reich errichtete. 1855 ließ ʿUmar die "christliche" Handelsware von muslimischen Händlern aus Saint-Louis konfiszieren. Er warnte in Schriften vor der Loyalität (muwālāt) gegenüber Christen.
Schon 1854 kam es zu ersten Kämpfen mit französischen Kolonialtruppen. Die Truppen von El Hadj', die über keine Artillerie verfügten, erlitten mehrere Niederlagen. 1857 wurden seine Truppen durch den französischen Gouverneur Louis Faidherbe geschlagen. Danach ging El Hadj weiteren Kämpfen mit den Franzosen im Senegal aus dem Weg und wandte sich nach Osten. 1861 nahm er Segu ein, die Hauptstadt des Reichs von Bambara, und verlegte seinen Harem dorthin. 1864 wurde er jedoch von den Bambara empfindlich geschlagen und kurz darauf ermordet.

## Die ʿUmarianer nach seinem Tod
Nach ʿUmars Tod folgte ihm sein Sohn Amadu Schechu auf dem Thron nach. Er herrschte von Ségou aus und setzte in Nioro du Sahel und Dinguiraye Brüder als Statthalter ein. Kämpfe mit diesen Statthaltern beanspruchten viel von seiner Aufmerksamkeit. Sein Bruder Agibu, der in Dinguiraye herrschte, akzeptierte 1887 ein französisches Protektorat und 1891 die Errichtung einer französischen Garnison.
Amadu Schechu hielt dagegen an seinem anti-französischen Kurs fest, doch nahm 1890 und 1891 der französische Kommandant Louis Archinard seine beiden Städte Ségou und Nioro ein und vertrieb die aus dem Fouta Toro eingewanderten ʿUmarianer aus Kaarta. Bandiagara, die letzte Festung Ahmadu Schechus fiel 1893. Während Archinard Agibu als neuen "König von Massina" inthronisierte, vollzogen Amadu und seine Anhänger die Hidschra in die noch unter muslimischer Herrschaft stehenden Gebiete bei Niamey. Einige kehrten 1894/95 nach Bandiagara zurück und arrangierten sich mit der französischen Kolonialmacht, andere wanderten 1897 ins Hausaland aus. Amadu starb im gleichen Jahr nahe Sokoto, der Hauptstadt des noch unabhängigen Sokoto-Kalifats, in der Nähe des Wohnhauses seiner Mutter.
Ihrem Verbündeten Agibu ließen die Franzosen nur wenig Autonomie, 1902 wurde er zu einem simplen Oberhaupt von Bandiagara herabgestuft. Zum wichtigsten Anführer der ʿUmarianer nach der Jahrhundertwende wurde Alfa Haschimi (ca. 1866–1939), ein Cousin von Amadu Schechu. Er wanderte nach der britischen Besetzung des Hausalands 1904/05 nach Medina aus. Sein dortiges Wohnheim wurde zu einem wichtigen Anlaufpunkt für westafrikanische Pilger.
Andere wichtige Anführer der ʿUmarianer um die Jahrhundertwende waren Muntagu Amadu, ein Sohn Amadu Schechus, der sich nach dem Fall von Ségou 1890 Samory Touré angeschlossen hatte und 1905 nach Ségou zurückkehrte, sowie Murtada Tall, ein Sohn ʿUmar Talls, der lange in Nioro du Sahel gelebt hatte, und 1906 dahin zurückkehren durfte. Er vollzog 1910/11 mit französischer Zustimmung die Wallfahrt nach Mekka und half den Franzosen während des Ersten Weltkriegs bei der Rekrutierung von Soldaten. Bei den ʿumarianischen Rückkehrern im Fouta Toro war die führende Figur der Rechtsgelehrte Amadu Muchtār Sacho (1860er-1934), der 1905 von Xavier Coppolani zum Qādī des neuen tribunal noir ernannt wurde. Er entwickelte enge Beziehungen zu Henry Gaden (1867–1939), dem späteren Generalstatthalter von Mauretanien.
Seydou Nourou Tall, ein Enkel ʿUmar Talls, stellte sich in den 1930er Jahren in den Dienst der französischen Kolonialregierung und reiste in ihrem Auftrag durch die verschiedenen Gebiete Französisch-Westafrikas, um bei der Bevölkerung für die französische Kolonialpolitik zu werben. Während des Zweiten Weltkriegs arbeitete er intensiv mit dem Vichy-Regime zusammen.
Am 17. November 2019 übergab der französische Premierminister Édouard Philippe dem senegalesischen Staatspräsidenten Macky Sall einen Säbel, der ʿUmar Tall gehört haben soll. Der französische Kommandant Louis Archinard hatte ihn 1890 bei der Plünderung des Königspalastes von Segou erbeutet. Bei der Restitution waren die Nachkommen von ʿUmar Tall anwesend. Der Säbel befand sich schon seit 2018 als Leihgabe im Musée des Civilisations Noirs.

## Belege
1. ↑  Encyclopaedia Britannica: Umar Tal
2. ↑  Vgl. dazu Jean-Louis Triaud: "Khalwa and the Career of Sainthood. An Interpretative Essay" in Donal B. Cruise O’Brien and Christian Coulon (ed): Charisma and Brotherhood in African Islam. Oxford 1988, S. 53–66.
3. ↑  Vgl. Robinson: "Between Hashimi und Agibu." 2000, S. 102.
4. ↑  Vgl. Robinson: Paths of accommodation. 2000, S. 148.
5. ↑  Vgl. Robinson: Paths of accommodation. 2000, S. 120.
6. ↑  Vgl. Robinson: Paths of accommodation. 2000, S. 145.
7. ↑  Vgl. Robinson: Paths of accommodation. 2000, S. 149.
8. ↑  Vgl. Robinson: Paths of accommodation. 2000, S. 147, 151.
9. ↑  Vgl. Robinson: Paths of accommodation. 2000, S. 152.
10. ↑  Vgl. Robinson: Paths of accommodation. 2000, S. 157.
11. ↑  Vgl. Robinson: Paths of accommodation. 2000, S. 152.
12. ↑  Vgl. Robinson: Paths of accommodation. 2000, S. 147.
13. ↑  Vgl. Robinson: Paths of accommodation. 2000, S. 145f.
14. ↑  Vgl. Robinson: Paths of accommodation. 2000, S. 152.
15. ↑  Vgl. Robinson: Paths of accommodation. 2000, S. 150.
16. ↑  Vgl. Robinson: Paths of accommodation. 2000, S. 151.
17. ↑  Vgl. Robinson: Paths of accommodation. 2000, S. 154f.
18. ↑  Vgl. Robinson: Paths of accommodation. 2000, S. 155f.
19. ↑  Vgl. Robinson: Paths of accommodation. 2000, S. 158.
20. ↑  Vgl. Ruth Ginio: French Colonialism Unmasked: The Vichy Years in French West Africa. Univ. of Nebraska Press, Lincoln, 2006. S. 207.
21. ↑  Felwine Sarr, Bénédicte Savoy: Eine protokollarische Herausforderung. In: Merten Lagatz, Bénédicte Savoy, Philippa Sissis (Hrsg.): Beute. Ein Bildatlas zu Kunstraub und Kulturerbe. Matthes & Seitz, Berlin 2021, ISBN 978-3-7518-0311-3, S. 356–359.

| Personendaten    | Personendaten                                                |
| ---------------- | ------------------------------------------------------------ |
| NAME             | Tall, ʿUmar                                                  |
| ALTERNATIVNAMEN  | ʿUmar ibn Saʿīd al-Fūtī Tall; al-Hāddsch ʿUmar               |
| KURZBESCHREIBUNG | afrikanischer Reichsgründer, muslimischer Mystiker, Prediger |
| GEBURTSDATUM     | 1797                                                         |
| GEBURTSORT       | Fouta Toro                                                   |
| STERBEDATUM      | 12. Februar 1864                                             |
| STERBEORT        | Felsen von Bandiagara                                        |